# Negative Approach
Negative Approach är ett amerikanskt hardcoreband från Detroit som bildades 1981. Gruppen har beskrivits som en av de viktigaste inom hardcorepunken i Mellanvästra USA. De gav ut sitt enda fullängdsalbum Tied Down 1983 och upplöstes 1984. Gruppen återförenades 2006 för skivbolaget Touch and Go Records 25-årsfest och har turnerat regelbundet sedan dess.

## Diskografi

### Studioalbum
- 1983 – Tied Down